# Ільяшенко Роман Ігорович

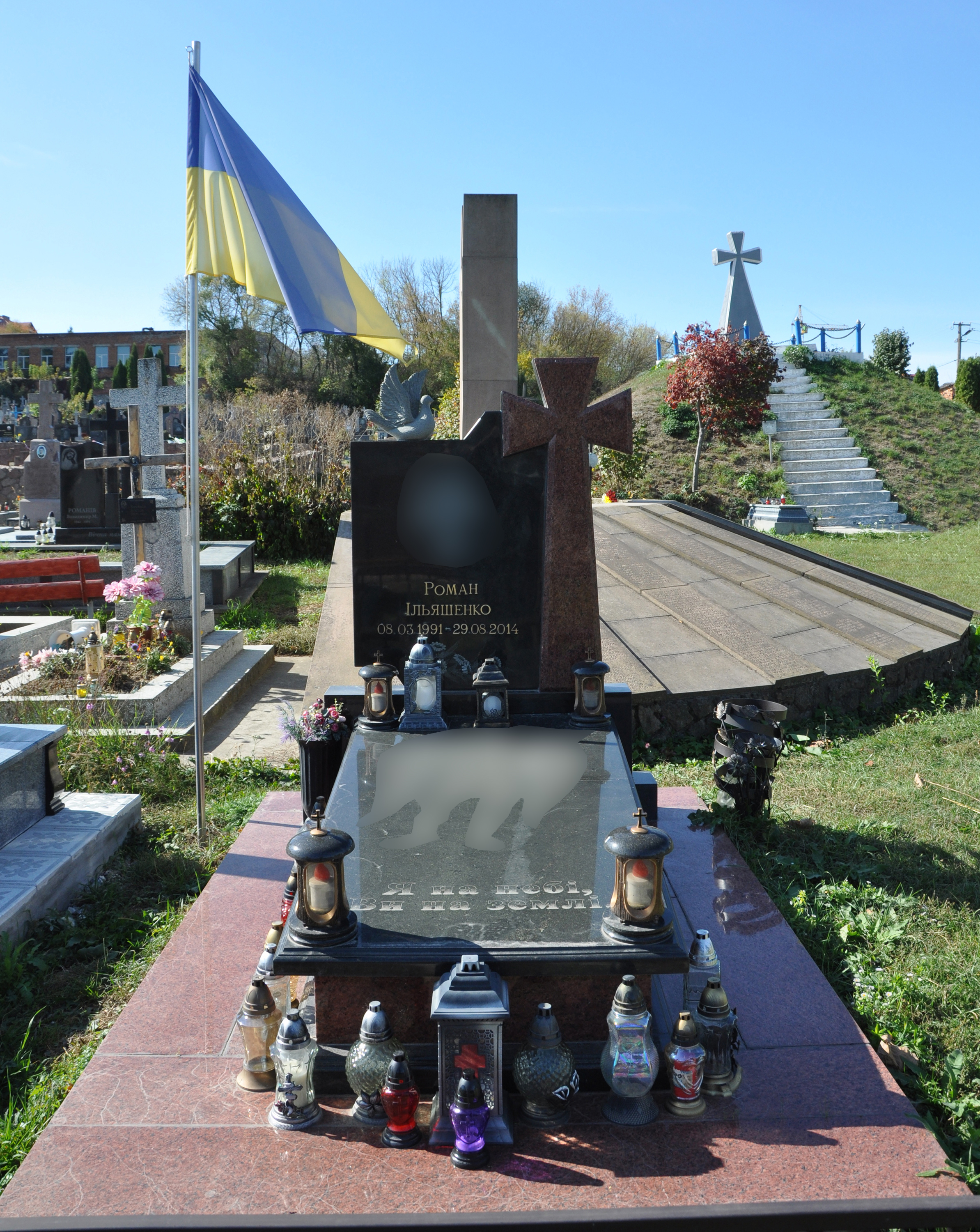
Могила Романа Ільяшенка на чортківському цвинтарі (вул. С. Бандери)

Рома́н І́горович Ільяше́нко (8 березня 1991, м. Чортків, Тернопільська області — 29 серпня 2014, м. Іловайськ, Донецької області) — український фріфайтер та військовик, боєць 2-го батальйону, 51-ї механізованої бригади МО України.

## Життєпис
Народився 8 березня 1991 року в місті Чортків. Навчався у Чортківській загальноосвітній школі-інтернат (навчався у 1998—2008 рр.).
23-річний Роман — чинний володар Кубка України з фрі-файту, Майстер спорту України, боєць спортивного клубу «Характерник» (м. Тернопіль).
Мобілізований 11 квітня 2014 року. Після підготовки на Рівненському полігоні його направили під Донецьк, пізніше — Луганськ. Воював у війні на сході України в 51 бригаді, мав псевдо «Опасний». Брав участь у звільненні Лисичанська та Сєвєродонецька. Наприкінці липня був у відпустці — вона стала останньою зустріччю з рідними.
Загинув 29 серпня 2014 року на дорозі в районі села Новокатеринівка при виході колони з-під Іловайська (Донецька область) через «гуманітарний коридор», який був обстріляний російськими військами. Деякий час вважався зниклим безвісти. 2 вересня його тіло разом з тілами 87 інших загиблих у Іловайському котлі було привезено до моргу у Запоріжжі. Був упізнаний бойовими товаришами та родичами.

## Відзнаки та нагороди
- «Спортивний герой» (посмертно) в обласній програмі «Герої спортивного року Тернопільщини — 2014»[2]
- 4 червня 2015 року за особисту мужність і високий професіоналізм, виявлені у захисті державного суверенітету та територіальної цілісності України, вірність військовій присязі нагороджений орденом Богдана Хмельницького III ступеня (посмертно).[3]
- «Почесний громадянин міста Чорткова» (18 червня 2015, посмертно)[4][5]

## Вшанування пам'яті
- Прощання у Чорткові відбулося 9 вересня 2014 року в церкві Непорочного Зачаття Пресвятої Діви Марії. Похований на центральному кладовищі райцентру[6].
- 8 березня 2015 року на фасаді Чортківської загальноосвітньої школи-інтернату відкрили пам'ятну дошку Романові Ільяшенку[7].
- Вшановується 29 серпня на щоденному ранковому церемоніалі вшанування українських захисників, які загинули цього дня у різні роки внаслідок російської збройної агресії[8]
- Його портрет розміщений на меморіалі «Стіна пам'яті полеглих за Україну» у Києві: секція 3, ряд 3, місце 36